# كولومبيو
كولومبيو (بالإنجليزية: Columbio)‏ هي بلدية في سلطان قادرات، الفلبين. يبلغ عدد سكانها 33527 نسمة حسب تعداد 2020، نقلت إدارة البلدية من مقاطعة كوتاباتو إلى مقاطعة سلطان قادرات في 22 نوفمبر 1973، بموجب المرسوم الرئاسي رقم 341 الصادر عن الرئيس فرديناند ماركوس.

## المناخ
| البيانات المناخية لـكولومبيو                                      | البيانات المناخية لـكولومبيو | البيانات المناخية لـكولومبيو | البيانات المناخية لـكولومبيو | البيانات المناخية لـكولومبيو | البيانات المناخية لـكولومبيو | البيانات المناخية لـكولومبيو | البيانات المناخية لـكولومبيو | البيانات المناخية لـكولومبيو | البيانات المناخية لـكولومبيو | البيانات المناخية لـكولومبيو | البيانات المناخية لـكولومبيو | البيانات المناخية لـكولومبيو | البيانات المناخية لـكولومبيو |
| الشهر                                                             | يناير                        | فبراير                       | مارس                         | أبريل                        | مايو                         | يونيو                        | يوليو                        | أغسطس                        | سبتمبر                       | أكتوبر                       | نوفمبر                       | ديسمبر                       | المعدل السنوي                |
| ----------------------------------------------------------------- | ---------------------------- | ---------------------------- | ---------------------------- | ---------------------------- | ---------------------------- | ---------------------------- | ---------------------------- | ---------------------------- | ---------------------------- | ---------------------------- | ---------------------------- | ---------------------------- | ---------------------------- |
| متوسط درجة الحرارة الكبرى °م (°ف)                                 | 30 (86)                      | 30 (86)                      | 31 (88)                      | 32 (90)                      | 31 (88)                      | 30 (86)                      | 29 (84)                      | 30 (86)                      | 30 (86)                      | 30 (86)                      | 30 (86)                      | 30 (86)                      | 30 (87)                      |
| متوسط درجة الحرارة الصغرى °م (°ف)                                 | 23 (73)                      | 23 (73)                      | 23 (73)                      | 23 (73)                      | 24 (75)                      | 24 (75)                      | 23 (73)                      | 24 (75)                      | 24 (75)                      | 24 (75)                      | 23 (73)                      | 23 (73)                      | 23 (74)                      |
| الهطول مم (إنش)                                                   | 59 (2.3)                     | 46 (1.8)                     | 41 (1.6)                     | 54 (2.1)                     | 105 (4.1)                    | 159 (6.3)                    | 179 (7.0)                    | 197 (7.8)                    | 162 (6.4)                    | 147 (5.8)                    | 102 (4.0)                    | 65 (2.6)                     | 1٬316 (51.8)                 |
| متوسط الأيام الممطرة                                              | 12.3                         | 11.7                         | 12.2                         | 14.5                         | 22.6                         | 25.6                         | 26.6                         | 27.5                         | 25.5                         | 26.0                         | 21.2                         | 16.0                         | 241.7                        |
| المصدر: Meteoblue (modeled/calculated data, not measured locally) |                              |                              |                              |                              |                              |                              |                              |                              |                              |                              |                              |                              |                              |